# Andrzej Kołaczkowski
Andrzej Juliusz Kołaczkowski (ur. 7 sierpnia 1935 w Poznaniu, zm. 27 grudnia 2022 we Wrocławiu) – polski inżynier chemik. 

## Życiorys
Syn Witolda i Stefanii. Absolwent Politechniki Wrocławskiej. Od 1992 był profesorem na Wydziale Chemicznym Politechniki Wrocławskiej.